# Afyonkarahisar (Provinz)
Afyonkarahisar ist eine Provinz der Türkei mit 750.193 Einwohnern (Stand: Ende 2024). Die gleichnamige Provinzhauptstadt Afyonkarahisar hat 257.436 Einwohner (Stand: Ende 2024), also mehr als ein Drittel der Provinzbevölkerung.

## Geographie
Die Provinz Afyonkarahisar befindet sich im Westen Kleinasiens und liegt größtenteils in der Ägäisregion (Ege Bölgesi).

## Verwaltungsgliederung
Die Provinz Afyonkarahisar ist in 18 Landkreise (İlçe) untergliedert. Die Landkreise sind:
| Kreis- code 1               | Landkreis (İlçe)            | Fläche 2 (km²) | Bevölkerung (2024) 3 | Bevölkerung (2024) 3       | Anzahl der Einheiten   | Anzahl der Einheiten  | Anzahl der Einheiten | Bevölke- rungs- dichte (Ew./km²) | städt. Anteil (in %) | Sex Ratio 4 | Grün- dungs- da- tum 5, 6 | Quelle |
| Kreis- code 1               | Landkreis (İlçe)            | Fläche 2 (km²) | Landkreis (İlçe)     | Verwal- tungssitz (Merkez) | Gemein- den (Belediye) | Stadt- viertel (Mah.) | Dörfer (Köy)         | Bevölke- rungs- dichte (Ew./km²) | städt. Anteil (in %) | Sex Ratio 4 | Grün- dungs- da- tum 5, 6 | Quelle |
| --------------------------- | --------------------------- | -------------- | -------------------- | -------------------------- | ---------------------- | --------------------- | -------------------- | -------------------------------- | -------------------- | ----------- | ------------------------- | ------ |
| 1771                        | Başmakçı                    | 361            | 9.208                | 4.864                      | 1                      | 8                     | 14                   | 25,5                             | 52,82                | 995         | 1987                      | [ 4 ]  |
| 1773                        | Bayat                       | 411            | 7.725                | 4.230                      | 1                      | 4                     | 12                   | 18,8                             | 54,76                | 1017        | 1987                      | [ 5 ]  |
| 1200                        | Bolvadin                    | 944            | 45.468               | 33.646                     | 3                      | 44                    | 14                   | 48,2                             | 84,72                | 907         |                           | [ 6 ]  |
| 1239                        | Çay                         | 803            | 29.459               | 14.231                     | 3                      | 26                    | 20                   | 36,7                             | 64,82                | 1033        | 1958                      | [ 7 ]  |
| 1906                        | Çobanlar                    | 165            | 14.403               | 9.408                      | 2                      | 13                    | 3                    | 87,3                             | 84,93                | 983         | 1990                      | [ 8 ]  |
| 1267                        | Dazkırı                     | 408            | 11.670               | 6.118                      | 1                      | 6                     | 16                   | 28,6                             | 52,43                | 984         | 1959                      | [ 9 ]  |
| 1281                        | Dinar                       | 1.254          | 47.326               | 26.957                     | 3                      | 41                    | 60                   | 37,7                             | 67,31                | 996         |                           | [ 10 ] |
| 1306                        | Emirdağ                     | 2.103          | 43.484               | 23.451                     | 3                      | 24                    | 69                   | 20,7                             | 63,91                | 963         |                           | [ 11 ] |
| 1923                        | Evciler                     | 252            | 7.063                | 3.254                      | 1                      | 6                     | 7                    | 28,0                             | 46,07                | 987         | 1990                      | [ 12 ] |
| 1944                        | Hocalar                     | 506            | 8.395                | 2.124                      | 1                      | 3                     | 15                   | 16,6                             | 25,30                | 1009        | 1990                      | [ 13 ] |
| 1404                        | İhsaniye                    | 849            | 27.904               | 3.876                      | 5                      | 23                    | 26                   | 32,9                             | 60,77                | 979         | 1959                      | [ 14 ] |
| 1809                        | İscehisar                   | 489            | 25.084               | 13.724                     | 2                      | 14                    | 11                   | 51,3                             | 62,97                | 974         | 1987                      | [ 15 ] |
| 1961                        | Kızılören                   | 111            | 2.034                | 1.365                      | 1                      | 2                     | 4                    | 18,3                             | 67,11                | 1112        | 1990                      | [ 16 ] |
| 1108                        | Merkez                      | 1.261          | 328.319              | 257.436                    | 15                     | 108                   | 22                   | 260,4                            | 96,14                | 1003        |                           | [ 17 ] |
| 1594                        | Sandıklı                    | 1.238          | 54.952               | 34.897                     | 2                      | 16                    | 56                   | 44,4                             | 68,35                | 1062        |                           | [ 18 ] |
| 1626                        | Sinanpaşa                   | 889            | 38.428               | 3.613                      | 10                     | 57                    | 24                   | 43,2                             | 73,40                | 1006        | 1953                      | [ 19 ] |
| 1639                        | Sultandağı                  | 928            | 13.779               | 5.166                      | 3                      | 18                    | 11                   | 14,8                             | 66,97                | 1083        | 1958                      | [ 20 ] |
| 1664                        | Şuhut                       | 1.044          | 35.492               | 15.061                     | 2                      | 17                    | 36                   | 34,0                             | 48,59                | 1010        | 1946                      | [ 21 ] |
| PROVINZ 03 Afyon(karahisar) | PROVINZ 03 Afyon(karahisar) | 14.016         | 750.193              |                            | 59                     | 430                   | 420                  | 53,5                             | 78,93                | 999         |                           |        |

## Bevölkerung
Nachfolgende Tabelle zeigt die jährliche Bevölkerungsentwicklung am Jahresende nach der Fortschreibung durch das 2007 eingeführte adressierbare Einwohnerregister (ADNKS). Außerdem sind die Bevölkerungswachstumsrate und das Geschlechterverhältnis (Sex Ratio d. h. Anzahl der Frauen pro 1000 Männer) aufgeführt. Der Frauenanteil innerhalb der Provinz schwankt in den Landkreisen um mehr als zwei Prozent. Bei einem Durchschnittswert von 50,14 % ist er am niedrigsten im Kreis Emirdağ (49,55 %) und am höchsten im Kreis Sultandağı (51,93 %).

Der Zensus von 2011 ermittelte 594.163 Einwohner, das sind über 107.000 Einwohner weniger als beim Zensus 2000.

| Jahr  | Bevölkerung am Jahresende | Bevölkerung am Jahresende | Bevölkerung am Jahresende | Wachstums- rate der Be- völkerung (in %) | Geschlechter verhältnis (Frauen auf 1000 Männer) | Rang (unter den 81 Provinzen) |
| Jahr  | gesamt                    | männlich                  | weiblich                  | Wachstums- rate der Be- völkerung (in %) | Geschlechter verhältnis (Frauen auf 1000 Männer) | Rang (unter den 81 Provinzen) |
| ----- | ------------------------- | ------------------------- | ------------------------- | ---------------------------------------- | ------------------------------------------------ | ----------------------------- |
| 2024  | 750.193                   | 375.263                   | 374.930                   | −0,15                                    | 999                                              | 30                            |
| 2023  | 751.344                   | 374.705                   | 376.639                   | 0,51                                     | 1005                                             | 29                            |
| 2022  | 747.555                   | 373.459                   | 374.096                   | 0,45                                     | 1002                                             | 31                            |
| 2021  | 744.179                   | 371.421                   | 372.758                   | 0,99                                     | 1004                                             | 31                            |
| 2020  | 736.912                   | 367.399                   | 369.513                   | 1,02                                     | 1006                                             | 31                            |
| 2019  | 729.483                   | 362.447                   | 367.036                   | 0,54                                     | 1013                                             | 31                            |
| 2018  | 725.568                   | 360.152                   | 365.416                   | 1,38                                     | 1015                                             | 31                            |
| 2017  | 715.693                   | 354.438                   | 361.255                   | 0,16                                     | 1019                                             | 31                            |
| 2016  | 714.523                   | 354.458                   | 360.065                   | 0,78                                     | 1016                                             | 31                            |
| 2015  | 709.015                   | 351.993                   | 357.022                   | 0,37                                     | 1014                                             | 31                            |
| 2014  | 706.371                   | 350.370                   | 356.001                   | −0,11                                    | 1016                                             | 31                            |
| 2013  | 707.123                   | 351.007                   | 356.116                   | 0,45                                     | 1015                                             | 31                            |
| 2012  | 703.948                   | 348.548                   | 355.400                   | 0,76                                     | 1020                                             | 31                            |
| 2011  | 698.626                   | 347.311                   | 351.315                   | 0,15                                     | 1012                                             | 31                            |
| 2010  | 697.559                   | 344.822                   | 352.737                   | −0,54                                    | 1023                                             | 31                            |
| 2009  | 701.326                   | 348.194                   | 353.132                   | 0,57                                     | 1014                                             | 31                            |
| 2008  | 697.365                   | 345.899                   | 351.466                   | −0,60                                    | 1016                                             | 31                            |
| 2007  | 701.572                   | 348.589                   | 352.983                   | –                                        | 1013                                             | 31                            |
| 20001 | 812.416                   | 409.311                   | 403.105                   |                                          | 985                                              | 27                            |

1 Zensus 2000

### Volkszählungsergebnisse
Nachfolgende Tabellen geben die bei den 14 Volkszählungen dokumentierten Einwohnerstand der Provinz Afyonkarahisar wieder.
Die Werte der linken Tabelle sind E-Books (der Originaldokumente) entnommen, die Werte der rechten Tabelle entstammen der Datenabfrage des Türkischen Statistikinstituts TÜIK – abrufbar über diese Webseite:
| Jahr | Bevölkerung | Bevölkerung | Rang |
| Jahr | Provinz     | Türkei      | Rang |
| ---- | ----------- | ----------- | ---- |
| 1927 | 120.398     | 13.648.270  | 18   |
| 1935 | 229.248     | 16.158.018  | 20   |
| 1940 | 316.034     | 17.820.950  | 21   |
| 1945 | 335.609     | 18.790.174  | 21   |
| 1950 | 372.273     | 20.947.188  | 22   |
| 1955 | 404.497     | 24.064.763  | 18   |
| 1960 | 459.115     | 27.754.820  | 18   |

| Jahr | Bevölkerung | Bevölkerung | Rang |
| Jahr | Provinz     | Türkei      | Rang |
| ---- | ----------- | ----------- | ---- |
| 1965 | 502.248     | 31.391.421  | 21   |
| 1970 | 542.111     | 35.605.176  | 23   |
| 1975 | 579.171     | 40.347.719  | 26   |
| 1980 | 597.516     | 44.736.957  | 28   |
| 1985 | 666.978     | 50.664.458  | 28   |
| 1990 | 739.223     | 56.473.035  | 26   |
| 2000 | 812.416     | 67.803.927  | 27   |

Anzahl der Provinzen bezogen auf die Censusjahre:
- 1927, 1940 bis 1950: 63 Provinzen
- 1935: 57 Provinzen
- 1955: 67 Provinzen
- 1960 bis 1985: 73 Provinzen
- 1990: 73 Provinzen
- 2000: 81 Provinzen

## Geschichte
Zur Geschichte siehe den Artikel über die Hauptstadt Afyonkarahisar.
Am 6. Januar 2005 erhielt die bisherige Provinz Afyon offiziell wieder ihren früheren Namen Afyonkarahisar (von türkisch afyon, „Opium“ und kara hisar, „schwarze Burg“).

## Sehenswürdigkeiten
- Phrygisches Tal
- Phrygische Felsengräber Aslantaş und Yilantaş
- Phrygische Monumente Arslankaya, Maltaş
- Phrygische und römische Gräber sowie ein hethitisches Relieffragment einer Flügelsonne auf dem Hügel Yumruktepe bei Beyköy (İhsaniye)
- Höhlenkirchen von Ayazin
- Burg von Afyonkarahisar (Afyon Kalesi)
- Thermalquellen von Gazlıgöl und Sandıklı
- Große Moschee (Ulu Cami)
- Komplex von Gedik Ahmed Pascha (Imaretcamii)
- Archäologisches Museum Afyonkarahisar
- Denkmäler von Kocatepe und Triumph

## Persönlichkeiten
- Ahmet Necdet Sezer (* 1941), ehemaliger Staatspräsident der Türkei
- Nurgül Yeşilçay (* 1976), Schauspielerin